# Tomas Forser
Lars Tomas Forser, född 4 juli 1943, död 9 november 2020, var en svensk professor i litteraturvetenskap vid Göteborgs universitet.
Tomas Forser, som blev filosofie doktor 1976, har bland annat skrivit böcker om Bertolt Brecht, Per Nyström, 1900-talets svenska litteraturkritik samt om den svenska litteratursociologins framväxt. Han var även huvudman för det av Vetenskapsrådet bekostade projektet Teater i Sverige.
Åren 1990–1998 var han kulturchef i Göteborgs-Posten. Han efterträdde Sune Örnberg på tjänsten och efterträddes av Ingrid Elam.

## Utmärkelser
- 2008 – Arping Åsa, Jansson Mats, red. Kritikens dimensioner: festskrift till Tomas Forser. Stockholm: Brutus Östlings bokförlag Symposion. Libris 10965663. ISBN 9789171398123